# PSGL-1
Гликопротеиновый лиганд P-селектина 1, PSGL-1 (кластер дифференцировки CD162; англ. P-selectin glycoprotein ligand 1) — трансмембранный белок на поверхности лейкоцитов, основной лиганд селектинов. Играет важную роль в процессе задержки и роллинга лейкоцитов на поверхности эндотелия сосудов, начального этапа в связывании, секвестрации и трансмиграции лейкоцитов при воспалительной реакции.

## Структура
Первоначальный продукт PSGL-1 состоит из 402 аминокислот (43,2 кДа). Отщепление пропептида приводит к образованию белка из 371 аминокислоты, который включает цитозольный участок (71 аминокислота), трансмембранный фрагмент (21 аминокислота) и большой экстраклеточный домен (303 аминокислоты). После созревания и экстенсивного гликозилирования становится димером с молекулярной массой 220 кДа. Субъединицы димера связаны между собой дисульфидными связями. Именно олигосахариды, а именно тетрасахариды сиалил льюис x, отвечают в основном за связывание белка с селектинами.

## Клеточная экспрессия
Белок находится на нейтрофилах, моноцитах и большинстве лимфоцитов. Локализуется в липидных рафтах микроворсинок.